# Miecroob Veltem
Miecroob Veltem is een Belgische voetbalclub uit Veltem-Beisem. De club is aangesloten bij de KBVB met stamnummer 9248 en heeft groen en zwart als kleuren. De club is enkel actief in het vrouwenvoetbal en speelde daar enkele seizoenen op het hoogste nationale niveau.

## Geschiedenis
In 1980 nam Rudi Verhaegen het initiatief om in Veltem-Beisem een vrouwenvoetbalploeg op te richten. Het bleek echter moeilijk voldoende speelsters te verzamelen, tot Verhaegen kwam in contact met de verpleegsters van de Sint-Jozefkliniek in Herent. Zij speelden soms tegen een doktersploeg, maar hadden eveneens problemen voldoende speelsters te vinden. Ze besloten samen te werken en zo ontstond op 15 maart 1981 voetbalclub Miecroob Veltem. De naam Miecroob is een woordspeling op de woorden "Miekes" en "microbes". De ploeg speelde in het begin enkel vriendschappelijke wedstrijden.
In 1990 ging de club van start met een jeugdwerking en na de goede respons besloot ze de stap te maken naar de Belgische Voetbalbond, waar Miecroob zichsloot aan onder stamnummer 9248. Het seizoen 1992/93 werden drie elftallen ingeschreven: een A-elftal en twee jeugdploegen. Miecroob ging van start in de Brabantse provinciale reeksen, maar haalde daar jaar na jaar betere resultaten en in 1996 promoveerde Miecroob voor het eerst naar de nationale reeksen, naar Tweede klasse.
Reeds in het tweede seizoen werd Miecroob gedeelde eerste in tweede klasse, met evenveel punten als Standard Fémina de Braine. In een testwedstrijd bleek Braine echter te sterk. Het volgende seizoen bleek Miecroob echter oppermachtig: de ploeg won met ruime voorsprong haar reeks en zo stootte de club in 1999 voor het eerst door naar het hoogste niveau.
De eerste twee seizoenen in Eerste klasse streed Miecroob tegen de degradatie en kon het maar net boven de degradatieplaatsen eindigden. Het seizoen 2001/02 werd een goed seizoen voor de club, met een zesde plaats in de competitie en een halvefinaleplaats in de Beker van België. Veltem kon deze prestaties de volgende jaren niet herhalen en moest weer strijden tegen de degradatie. In 2004 eindigde het uiteindelijk als voorlaatste en de club zakte na vijf jaar op het hoogste niveau naar Tweede klasse.
De ploeg bleek in vrije val: Miecroob haalde in Tweede klasse immers geen enkel punt, werd afgetekend laatste en degradeerde zo in 2005 meteen verder naar de ondertussen opgerichte Derde klasse. Bij aanvang van het seizoen 2005/06 was er een tekort aan speelsters en er werd even overwogen algemeen forfait te geven. Uiteindelijk kon de club toch van start gaan en aan een nieuwe ploeg beginnen bouwen. Uiteraard zette de ploeg in de competitie geen sterke resultaten neer: Miecroob haalde opnieuw 0 punten, werd weer laatste en degradeerde zo uit de nationale reeksen.
Vanaf 2006/07 begon de club aan de heropbouw, met een nieuwe trainer, nieuwe speelsters en een aantal nieuwe bestuursleden. Miecroob kon opnieuw drie ploegen inschrijven: twee provinciale elftallen en een jeugdelftal. Het A-elftal streed heel het seizoen voor de titel, maar werd uiteindelijk tweede na het B-elftal van Oud-Heverlee Leuven. Met de nodige versterkingen pakte Veltem in 2007/08 uiteindelijk wel de titel in Eerste provinciale en kon dankzij winst in de interprovinciale eindronde na twee jaar terugkeren in de nationale reeksen.
De club ging verder door op haar elan: in Derde nationale werd Miecroob in 2008/09 immers meteen kampioen en in Tweede klasse was het tijdens het seizoen 2009/10 meteen bij de beteren. Miecroob Veltem eindigde er direct als tweede en mocht in een barragewedstrijd tegen eersteklasser KFC Lentezon Beerse spelen voor promotie. Beerse gaf echter forfait en zo stootte Veltem in 2010 verder door naar de hoogste klasse: de club was dus in drie jaar tijd van Eerste Klasse naar Eerste Provinciale getuimeld en in evenveel tijd kunnen terugkeren.
De goede tijden bleven echter niet duren voor de Brabantse club, want al na één seizoen moest de A-ploeg alweer afscheid nemen van het hoogste niveau. Momenteel speelt Veltem A in eerste provinciale.

## Resultaten
| Seizoen | Klasse | Klasse | Klasse | Klasse | Klasse | Klasse | Klasse | Reeks              | Punten | Beker van België | Opmerkingen                       |
|         | S      | I      | II     | III    | P.I    | P.II   | P.III  | Reeks              | Punten | Beker van België | Opmerkingen                       |
| ------- | ------ | ------ | ------ | ------ | ------ | ------ | ------ | ------------------ | ------ | ---------------- | --------------------------------- |
| 2003/04 |        | 13     |        |        |        |        |        | Tweede Klasse      | ?      |                  |                                   |
| 2004/05 |        |        | 14     |        |        |        |        | Tweede Klasse      | 0      |                  |                                   |
| 2005/06 |        |        |        | 14     |        |        |        | Derde Klasse A     | 0      |                  |                                   |
| 2006/07 |        |        |        |        | 2      |        |        | Eerste provinciale | ?      |                  |                                   |
| 2007/08 |        |        |        |        | 1      |        |        | Eerste provinciale | ?      |                  |                                   |
| 2008/09 |        |        |        | 1      |        |        |        | Derde Klasse A     | 69     |                  |                                   |
| 2009/10 |        |        | 2      |        |        |        |        | Tweede Klasse      | 57     |                  |                                   |
| 2010/11 |        | 13     |        |        |        |        |        | Eerste Klasse      | 14     |                  | A-ploeg opgeheven                 |
|         |        |        |        |        |        |        |        |                    |        |                  |                                   |
| 2017/18 |        |        | 12     |        |        |        |        | Tweede Klasse B    | 18     |                  |                                   |
| 2018/19 |        |        |        |        | 6      |        |        | Eerste provinciale | 35     |                  |                                   |
| 2019/20 |        |        |        |        | 6      |        |        | Eerste provinciale | 26     |                  |                                   |
| 2020/21 |        |        |        |        | -      |        |        | Eerste provinciale | -      |                  | Seizoen geschrapt wegens Covid-19 |
| 2021/22 |        |        |        |        | 10     |        |        | Eerste provinciale | 19     |                  |                                   |
| 2022/23 |        |        |        |        | 7      |        |        | Eerste provinciale | 27     |                  |                                   |
| 2023/24 |        |        |        |        | 1      |        |        | Eerste provinciale | 52     |                  | Kampioen                          |
| 2024/25 |        |        | 10     |        |        |        |        | Interprovinciale B | 17     |                  |                                   |
| 2025/26 |        |        |        |        |        |        |        | Eerste provinciale |        |                  |                                   |